# Кришул-Алб
Кришул-Алб или Фехер-Кёрёш — река в западной Румынии, в историческом регионе Трансильвания, и в юго-восточной Венгрии (медье Бекеш). Источник реки расположен в Западно-Румынских горах. Она протекает через города Брад, Инеу, Кишинеу-Криш в Румынии и Дьюла в Венгрии. После пересечения границы с Венгрией река, также называемая Фехер-Кёрёш, соединяется с Фекете-Кёрёш несколькими километрами севернее Дьюла, создавая реку Кёрёш.